# NGC 2843
NGC 2843 este o galaxie lenticulară situată în constelația Racul. A fost descoperită în 21 martie 1784 de către William Herschel.